# 3035 Chambers
3035 Chambers eller A924 EJ är en asteroid i huvudbältet, som upptäcktes 7 mars 1924 av den tyske astronomen Karl Wilhelm Reinmuth i Heidelberg. Den har fått sitt namn efter John Eric Chambers.
Asteroiden har en diameter på ungefär 13 kilometer.